# Vlag van Geffen

Vlag van de gemeente Geffen
(1984-1993)

De vlag van Geffen werd op 11 oktober 1984 bij raadsbesluit vastgesteld als de gemeentelijke vlag van de Noord-Brabantse gemeente Geffen. De vlag is in het raadsbesluit als volgt beschreven:
Over een derde van de vlaglengte gekwartileerd van geel en wit en over alles heen een blauw kruis met het snijpunt der armen op een derde van de vlaglengte en een armdikte, gelijk aan 1/6 vlaghoogte; aan de broekzijde op het geel een rode vijfbladige roos en op het wit een rood molenijzer, beider figuren met een hoogte, gelijk aan 7/20 vlaghoogte.
De kleuren zijn ontleend aan het gemeentewapen, evenals de stukken. De indeling volgt die van het wapen, waarbij op de plaats waar op het wapen de H. Maria Magdalena staat, een blauw Scandinavisch kruis op de vlag is geplaatst.
Op 1 januari 1993 is de gemeente Geffen opgegaan in de nieuw opgerichte gemeente Maasdonk, waarmee de vlag als gemeentevlag kwam te vervallen. In 2015 is Maasdonk opgeheven, sindsdien valt Geffen onder de gemeente Oss.

## Verwante afbeeldingen

Wapen van Geffen

Aalburg 
· Aarle-Rixtel 
· Alphen en Riel 
· Bakel en Milheeze 
· Beek en Donk 
· Beers 
· Berghem 
· Berkel-Enschot 
· Berlicum 
· Bladel en Netersel 
· Borkel en Schaft 
· Boxmeer 
· Budel 
· Chaam 
· Cuijk 
· Cuijk en Sint Agatha 
· Den Dungen 
· Diessen 
· Dinteloord en Prinsenland 
· Drunen 
· Dussen 
· Engelen 
· Erp 
· Esch 
· Escharen 
· Fijnaart en Heijningen 
· Geffen 
· Geldrop 
· Gemert 
· Giessen 
· Ginneken en Bavel 
· Grave 
· 's Gravenmoer 
· Haaren 
· Halsteren 
· Haps 
· Heesch 
· Heeswijk-Dinther 
· Heeze 
· Helvoirt 
· Hoeven 
· Hooge en Lage Mierde 
· Hooge en Lage Zwaluwe 
· Hoogeloon, Hapert en Casteren 
· Huijbergen 
· Klundert 
· Landerd 
· Leende 
· Liempde 
· Lieshout 
· Lith 
· Luyksgestel 
· Maarheeze 
· Maasdonk 
· Made en Drimmelen 
· Megen, Haren en Macharen 
· Mierlo 
· Mill en Sint Hubert 
· Moergestel 
· Nieuw-Ginneken 
· Nieuw-Vossemeer 
· Nistelrode 
· Nuland 
· Oeffelt 
· Oost-, West- en Middelbeers 
· Oploo, Sint Anthonis en Ledeacker 
· Ossendrecht 
· Oud en Nieuw Gastel 
· Oudenbosch 
· Prinsenbeek 
· Putte 
· Raamsdonk 
· Ravenstein 
· Reusel 
· Riethoven 
· Rijsbergen 
· Rijswijk 
· Roosendaal en Nispen 
· Rosmalen 
· Schaijk 
· Schijndel 
· Sint Anthonis 
· Sint-Oedenrode 
· Sprang-Capelle 
· Standdaarbuiten 
· Terheijden 
· Teteringen 
· Uden 
· Udenhout 
· Veghel
· Vessem, Wintelre en Knegsel 
· Vierlingsbeek 
· Vlijmen 
· Wanroij 
· Waspik 
· Werkendam 
· Westerhoven 
· Willemstad 
· Woudrichem 
· Wouw 
· Zeeland 
· Zevenbergen